# Athylia quadristigma
Athylia quadristigma là một loài bọ cánh cứng trong họ Cerambycidae.